# Kesha: My Crazy Beautiful Life
Ke$ha: My Crazy Beautiful Life (Brasil: Ke$ha: Vida Louca e Linda ) é uma série de televisão americana em formato de documentário que estreou na MTV em 23 de abril de 2013. Kesha anunciou a série durante a estreia do talk show Nikki & Sara Live em janeiro de 2013. Foi anunciado em 26 de julho de 2013, que a série tinha sido renovada para uma segunda temporada. A 2ª temporada estreou em 30 de outubro de 2013.

## Enredo
A série lança uma luz completamente diferente sobre Kesha como ela funciona por meio de todo o drama e as aventuras tanto em sua vida pessoal e profissional ao longo de dois anos, durante Get Sleazy Tour. Filmado por seu irmão Lagan Sebert e o cineasta Steven Greenstreet, também engloba a artista como ela cria seu mais novo álbum, Warrior, e viaja por vários países. A segunda temporada foca principalmente na vida pessoal de Kesha, a dinâmica familiar e situações que ocorrem quando ela tenta levar uma vida normal durante uma pausa muito necessária da turnê.

## Elenco

### Principal
- Kesha Sebert
- Pebe Sebert, mãe de Kesha, Lagan e Louie
- Lagan Sebert, irmão mais velho de Kesha
- Louie Sebert, irmão mais novo de Kesha

### Secundários
- Max Bernstein
- Monica Cornia, manager de Kesha
- Rio Sebert, sobrinho de três anos de idade de Kesha e filho de Logan.
- Elias Mallin
- Savannah, melhor amiga de Kesha
- Tessa, assistente pessoal de Kesha
- Kalan, prima de Kesha
- Nicole, melhor amiga e ex-assistente de Kesha
- Sean, noivo de Kalan
- Steven Tyler

## Episódios
| Temporada | Temporada | Episódios | Estreia de temporada  | Final de temporada     |
| --------- | --------- | --------- | --------------------- | ---------------------- |
|           | 1         | 6         | 23 de abril de 2013   | 28 de maio de 2013     |
|           | 2         | 8         | 30 de outubro de 2013 | 18 de dezembro de 2013 |

### 1ª Temporada (2013)
| N° série | N° temporada | Título                     | Exibição original   |
| --- | ------------ | -------------------------- | ------------------- |
| 1 | 1            | "Taking the Stage"         | 23 de abril de 2013 |
| A primeira turnê de Ke$ha começou com um comentário morno de um crítico de NY. Depois de um adeus choroso para a mãe, Ke$ha continua sua turnê pelos Estados Unidos.                                                                                           |              |                            |                     |
| 2 | 2            | "Animal on the Hunt"       | 30 de abril de 2013 |
| Apesar de ter perdido sua voz, Ke$ha está determinada a alcançar seu sonho e tocar no Festival de Glastonbury. Quando ocorre um inesperado acidente de ônibus a caminho para Glastonburry e ela precisa perigosamente correr para o festival.                  |              |                            |                     |
| 3 | 3            | "Haters Gonna Hate"        | 7 de maio de 2013   |
| Apesar de finalmente encontrar um namorado na turnê - apelidado de "Baby Spoon" -, o relacionameto de Ke$ha com o rapaz é curto, já que ele está indo para casa enquanto a turnê está longe de terminar.                                                       |              |                            |                     |
| 4 | 4            | "The End Is the Beginning" | 14 de maio de 2013  |
| Com sua turnê encerrada em Phoenix, Ke$ha deve dizer adeus a sua banda e equipe de turnê. Ela está preocupada em voltar ao estúdio para começar a gravar seu próximo álbum, porque a intensidade de sua turnê não permitiu que escrevesse um novo material.    |              |                            |                     |
| 5 | 5            | "A Warrior In the Making"  | 21 de maio de 2013  |
| Rejuvenescida, Ke$ha visita sua cidade natal, Nashville, e se sente inspirada para escrever a primeira música de seu novo álbum, "Warrior". Agora em Los Angeles para trabalhar no álbum, ela raspa um lado da cabeça para canalizar sua "guerreira interior". |              |                            |                     |
| 6 | 6            | "Ringing In the New"       | 28 de maio de 2013  |
| Após concluir a gravação de seu tumultuado álbum "Warrior", Ke$ha sai em uma rápida turnê promocional de seu novo single, "Die Young". Desfrutando do sucesso de platina duplo do single, Ke$ha está em alta.                                                  |              |                            |                     |

### 2ª Temporada (2013)
| N° série | N° temporada | Título            | Exibição original      |
| --- | ------------ | ----------------- | ---------------------- |
| 7 | 1            | "Supernatural"    | 30 de outubro de 2013  |
| Kesha promove seu novo álbum "Warrior" na sua maior turnê, durante a qual ela enfrenta fantasmas, hotéis assombrados, e seus próprios medos de executar sua canção "Supernatural" pela primeira vez.             |              |                   |                        |
| 8 | 2            | "Assistant"       | 6 de novembro de 2013  |
| A Igreja Batista de Westboro protesta contra um dos shows de Kesha, e Kesha se esforça para encontrar um novo assistente, que pode lidar com seu estilo de vida louco e sua família.                             |              |                   |                        |
| 9 | 3            | "Bahamas"         | 13 de novembro de 2013 |
| Kesha leva sua melhor amiga Savannah em uma muito necessária férias para as Bahamas, com algumas surpresas na manga. De volta para casa, um animal de estimação psíquica tende a seu gato irritadiço, Mr. Peeps. |              |                   |                        |
| 10 | 4            | "Proposal"        | 20 de novembro de 2013 |
| Ke$ha e sua família ajudam Sean a organizar o pedido de casamento secreto da Kalan. Ke$ha termina com o seu namorado.                                                                                            |              |                   |                        |
| 11 | 5            | "Matchmaker"      | 27 de novembro de 2013 |
| Kesha e sua mãe vão a encontros as escuras. Em NY, Kesha se reencontra com seu boy toy. Seus amigos encontram o carro pela qual Kesha estava querendo.                                                           |              |                   |                        |
| 12 | 6            | "Hoarding"        | 4 de dezembro de 2013  |
| Kesha lida com hábitos de sua mãe e se reúne com parentes distantes na Hungria. |              |                   |                        |
| 13 | 7            | "Bear Man"        | 11 de dezembro de 2013 |
| Kesha viaja para o deserto do Alasca para ver se ainda há uma faísca entre ela e uma antiga paixão, "Bear Man".                                                                                                  |              |                   |                        |
| 14 | 8            | "Meet the Family" | 18 de dezembro de 2013 |
| Kesha convida o Bear Man para conhecer sua família, e o destino de seu relacionamento é revelado. |              |                   |                        |

## Recepção
A primeira temporada recebeu comentários mistos a positivos dos críticos. O Metacritic, que dá revisões em uma escala de 1 a 100, deu a primeira temporada do programa um 55, que representa revisões mistas ou médias.

## Controvérsias
O episódio "A Warrior in the Making", que foi ao ar em 21 de maio de 2013, foi alvo de críticas do Parents Television Council devido a uma curta cena em que Kesha supostamente prova sua própria urina.